# Référendums irlandais de 2011
Deux référendums ont lieu en république d'Irlande le 27 octobre 2011 afin de modifier la Constitution :
- le 29e amendement à la Constitution prévoit la fin de l'interdiction des baisses de salaires du personnel judiciaire. Il obtient 79,74 % de vote favorables avec 1 393 877 votants, contre 20,26 % de personnes opposés soit 354 134. L'ensemble, en plus des 37 696 votes blancs ou nuls, représente 1 785 707 votants sur un corps électoral de 3 191 157 votants soit une participation de 55,96 % ;
- le 30e amendement à la Constitution prévoit l'augmentation des pouvoirs de l'Oireachtas. Il obtient 53,34 % de vote défavorables avec 928 175 votants, contre 46,66 % avis favorables soit 812 008 personnes. L'ensemble, en plus des 45 025 votes blancs ou nuls, représente également 1 785 707 votants sur un corps électoral de 3 191 157 votants soit une participation de 55,96 %.